# والتر بردفورد کانن
والتر بردفورد کانن (انگلیسی: Walter Bradford Cannon; ۱۹ اکتبر ۱۸۷۱ – ۱ اکتبر ۱۹۴۵) یک دانشمند در زمینه فیزیولوژی اهل ایالات متحده آمریکا بود. کانن مفهوم هم‌ایستایی را که کلود برنارد مطرح کرده بود گسترش داد.